# Морелло, Джузеппе
Джузеппе «Хваткая Рука» Морелло (итал. Giuseppe Morello; 2 мая 1867, Корлеоне, Сицилия — 15 августа 1930, Нью-Йорк, Нью-Йорк), также известен как «Старый Лис» — основатель криминальной семьи Морелло и главный советник Джо Массерия. Кастелламарезе он был известен как Пьетро Морелло. Также известен тем, что имел деформированную правую руку с одним пальцем.

## Ранняя жизнь
Родившийся в Корлеоне Джузеппе и его старшие братья Антонио и Николо потеряли отца Калоджеро Морелло, когда они ещё были детьми. Их мать Анджела вышла замуж во второй раз через год. Новым отчимом был Бернардо Терранова — важный местный корлеонский мафиози. У Бернардо и Анджелы появилось двое сыновей, Винченцо Терранова и Чиро Терранова, и дочь Сальватриче Терранова. Все дети росли вместе. Он также ввёл их в мафию так скоро, как только смог; Антонио, Никколо и Джузеппе стали мафиози ещё до эмиграции в США.
Морелло решил эмигрировать в США в 1892 году, после того как стал подозреваемым в одном убийстве в Корлеоне, а также после того, как его операция по подделке колец вскрылась. Несмотря на то, что он уехал, итальянское правительство передало дело в суд; тот признал Морелло виновным в подделке денег и приговорил его к 6 годам и 45 дней заключения в одиночной камере. Морелло никогда не возвращался на Сицилию для отбытия наказания.
Его родной брат Николо, два единоутробных брата Винченцо и Чиро, отчим Бернардо, мать Анджела Пьяцца, жена Мария и сын Калоджеро 8 марта 1893 года тоже приехали в Нью-Йорк. В течение 3 лет Морелло пытался зарабатывать на жизнь законными методами с его отчимом Бернардо и некоторыми другими родственниками в Луизиане и Техасе.

## Семья Морелло
Семья Морелло
Старший брат Джузеппе, Антонио Морелло, известный как Тони Морелло, прибыл в Нью-Йорк за несколько лет до Джузеппе. Некоторые исследователи считают, что Тони, возможно, был только кузеном, а не братом для всех. Он в основном занимался рэкетом в итальянской общине в Восточном Гарлеме в 1896 году, когда он создал банду со 107-й улицы. Тони был сицилийским мафиози и одним из вымогателей, утвердившихся в Нью-Йорке.
Тони всегда имел плохое настроение, он был грубым и очень жестоким, что привело к его убийству из ружья в 1898 году. Некоторые говорят, что он был убит конкурентами по бизнесу, но в СМИ также было сказано, что это произошло из-за женщины. Джузеппе, самый умный из братьев, взял на себя бизнес Тони после его смерти, хотя Николо был старше, чем он.
Морелло и его братья создали семью Морелло, теперь известную как семья Дженовезе, старейшая преступная семья из Пяти семей Нью-Йорка. Игнацио Сайетта, печально известный сицилийский серийный убийца и босс Маленькой Италии, женился на Сальватриче Морелло в 1904 году и стал главным союзником Морелло. Николо, Винченцо и Чиро создали собственные бригады под руководством Джузеппе и Игнацио.
Морелло построил свою империю на основе беспощадного приговора к смерти каждому, кто осмеливался сталкиваться с ним. Сайетта, его основной исполнитель, был ответственен за более чем шестьдесят убийств в течение 10 лет. Они использовали бочки для выполнения бочковых убийств: расчленённые трупы запихивали в большие деревянные бочки, которые затем сбрасывали в море, оставляли на улице, в переулке, или отправляли по несуществующим адресам в другой город.
Семейный бизнес включал вымогательство, ростовщичество, итальянскую лотерею, разбой и подделку. Незаконно заработанные деньги отмывались через юридические предприятия, такие как магазины и рестораны в собственности семьи, что сделало их первой преступной семьёй в городе, организовавшей этот вид отмывания денег. Они также создали революционный путь вымогательства денег, беря небольшие суммы денег каждую неделю от владельцев бизнеса в обмен на защиту, в отличие от кражи больших объёмов, которые могли бы разорить их. Этот метод был заимствован у черноруких бандитов, и это привело к увеличению прибыли банды. К 1905 году Морелло создал крупнейшую, самую влиятельную сицилийскую криминальную семью в Нью-Йорке, и был признан Капо ди капи (боссом боссов) лидерами мафии других городов США, по словам Никола Джентиле.

## Падение и возвращение
Морелло был признан виновным в подделке снова в 1909 году и вместе с Игнацио Сайетта был приговорён к 30 годам лишения свободы. Морелло сохранял свою позицию главы преступной семьи в первый год его заключения, в течение которого он надеялся, что его приговор будет отменён в апелляционной инстанции. Его призывы не были сразу же успешны, Морелло был опечален потерей своего положения как нью-йоркского босса и всего того влияния, которое он когда-то получил.
Его брат Николо держал дело под своим контролем до 1916 года, пока он не был убит боссом Каморры в Бруклине, Пеллегрино Морано. Винченцо как босс и Чиро как подбосс управляли семейным бизнесом до 1920-х годов, пока бывший капо семьи Морелло Джузеппе Массерия взял контроль над бизнесом в Манхэттене, а Сальваторе Д'аквила — в Бруклине.
Пытаясь вернуть контроль над своей империей, Морелло, теперь известный как Пьетро, привлёк бывшего солдата семьи Рокко Валенти на свою сторону для борьбы с Массерия. После двух неудачных попыток покушения на Массерия Валенти, Морелло и Масерия договорились встретиться для заключения перемирия. Однако ни один из них не показался на встрече в августе 1922 года, и когда Валенти пытался бежать, он был убит боевиком Массерия Лаки Лучано. Морелло решил заключить мир с Массерия и вскоре заключил союз. Мир позволил Массерия взять полный контроль над Нью-Йорком вместе с Морелло в качестве его консильери, а Лучано, как один из его главных помощников, создал собственную бригаду.

## Кастелламмарезе
В Кастелламарской войне Массерия и Морелло боролись против соперничающей группы, основанной в Бруклине, во главе с Сальваторе Маранцано и Джозефом Бонанно. Морелло, имевший опыт в убийствах, стал «главным по войне» Массерия и его стратегическим советником.
Одна из первых жертв войны — Морелло, убитый вместе с Джузеппе Периано 15 августа 1930 года во время сбора денежных поступлений в Восточном Гарлеме. Личность убийцы до сих пор оспаривается. Лучано утверждает, что это был дуэт из Альберта Анастазия и Фрэнка Скализе, в то время обычные наёмные убийцы, а затем важные шишки семьи Гамбино. Джо Валачи, правительственный информатор, утверждал, что убийцей был Бастер из Чикаго, по мнению некоторых людей выдуманный Валачи, чтобы скрыть тот факт, что он был настоящим убийцей.